# Arturo Huerta
Arturo S. Huerta (ur. 30 marca 1964 w Toronto) – kanadyjski lekkoatleta, chodziarz, medalista igrzysk Wspólnoty Narodów w 1998, dwukrotny olimpijczyk.

## Kariera sportowa
Zajął 41. miejsce w chodzie na 20 kilometrów na igrzyskach olimpijskich w 1996 w Atlancie.
Zdobył srebrny medal w tej konkurencji na igrzyskach Wspólnoty Narodów 1998 w Kuala Lumpur, przegrywając jedynie z Australijczykiem Nicholasem A’Hernem, a wyprzedzając innego reprezentanta Australii Nathana Deakesa. Został zdyskwalifikowany podczas chodu na 20 kilometrów na mistrzostwach świata w 1999 w Sewilli.
Na igrzyskach olimpijskich w 2000 w Sydney zajął 24. miejsce w chodzie na 20 kilometrów i został zdyskwalifikowany w chodzie na 50 kilometrów[. Zajął 21. miejsce w chodzie na 20 kilometrów i 31. miejsce w chodzie na 50 kilometrów na mistrzostwach świata w 2001 w Edmonton.
Czterokrotnie startował w pucharze świata, zajmując następujące miejsca: 1993 w Monterrey (50 km) – 67. miejsce, 1997 w Poděbradach (20 km) – 72. miejsce, 1999 w Mézidon-Canon (20 km) – 10. miejsce i 2002 w Turynie (20 km) – 60. miejsce.
Był mistrzem Kanady w chodzie na 20 kilometrów w latach 1996, 1999, 2000 i 2002, wicemistrzem na tym dystansie w 1997 i 1998 oraz brązowym medalistą w latach 1992–1995.

## Rekordy życiowe
Huerta miał następujące rekordy życiowe:
- chód na 20 kilometrów – 1:21:03 (7 lipca 2000, Toronto)
- chód na 50 kilometrów – 3:56:02 (2000)